# Plataforma de gelo Gillett

A plataforma de gelo Gillett é uma estreita plataforma de gelo ocupando uma indentação da costa fora das Colinas Wilson entre a península contendo os Nunataks Holladay e a Península Anderson, na Antártida. Foi mapeada pelo Serviço Geológico dos Estados Unidos (USGS) a partir de levantamento e das fotos aéreas da Marinha dos Estados Unidos, 1960-63. Foi batizado pelo Advisory Committee on Antarctic Names (Comitê Consultivo para Nomes Antárticos) (US-ACAN) com o nome do capitão Clarence R. Gillett, USCG, que serviu nas operações da USCGC, de dezembro de 1966 a maio de 1970.